# Alfa Romeo 164
Alfa Romeo 164 je automobil vyšší střední třídy vyráběný v letech 1987 až 1997 italskou automobilkou Alfa Romeo. Model 164 byl představen na autosalonu ve Frankfurtu. Automobil byl součástí projektu Tipo 4, v jehož rámci koncern Fiat společně se Saabem vyvinul podvozkovou platformu pro automobil vyšší střední třídy s pohonem všech kol. Proti zbývajícím třem modelům z tohoto projektu – Fiatu Croma, Lancie Thema a Saab 9000 – měla Alfa Romeo 164 značně odlišný design, který navrhlo studio Pininfarina, a také odlišné motory a konstrukci podvozku.

## Historie
V listopadu 1986 po privatizaci státního podniku Alfa Romeo, který zakoupil Fiat, si s sebou milánští konstruktéři přinesli projekt sportovně luxusního vozu s interním označením 164. Alfa Romeo 164, která se oficiálně představila na podzim 1987, byla myšlena jako náhrada za již zastaralou Alfu 6. Pro rok 1990 byl postaven prototyp Pro-Car s motorem V10 o objemu 3500 cm3 OHC (440 kW), umístěným před zadní nápravou, pro závody tzv. produkčních vozů Pro-Car.
Základní verze měly vždy původní nárazníky s předsunutým lízátkem vpředu. Verze Super odpovídala americké verzi Lusso a měla již velkoplošné plastové nárazníky, některé vybavené ostřikovači světlometů s různými motorizacemi. Verze Q4 měla poháněna všechna kola a postupně nejvýkonnější třílitr, verze QV (Quadrifoglio Verde) pak pouze přední nápravu, ale byla vybavena pouze třílitrovými motory a sedadly Recaro.
- 1990 – Špičkový model QV 3,0 V6
- 1992 – první modernizace – verze s označením SUPER
- 1993 – verze s pohonem všech kol Q4 3,0i V6 (171 kW).
- 1994 – nový klimatizační panel se skloněnými tlačítky
- 1996 – druhá modernizace, nový interiér - nové sedačky s předsunutým středem.
- 1997 – postupné ukončení výroby.

## Technické parametry
Rozměry
- Délka: 4665 mm
- Šířka: 1760 mm
- Výška: 1390 mm
- Rozvor: 2660 mm

- Pohon: přední kola nebo 4×4

Motory 
Nejslabší, ale přesto dostatečně výkonnou a nejúspornější variantou byl dvoulitrový twinspark; následoval přeplňovaný dvoulitr V6 Busso určený především pro italský trh (daňové důvody); vrcholné motorizace představovaly nejprve třílitrový šestiválec Busso s 12 ventily, které postupně nahradila jeho verze s 24 ventily.
- zážehový řadový čtyřválec 2,0 TS (106 kW) (Twin Spark, dvě svíčky na válec)
- zážehový vidlicový šestiválec 3,0 V6 (135–148 kW), 3,0 24V (155–171 kW), 2,0 V6 Turbo (150 kW, později 148 kW)
- vznětový čtyřválec 2,5 TD (85–92 kW)

Zavazadlový prostor
- Objem: 506 litrů

Nádrž
- Objem: 71 litrů